# IC 5076
IC 5076 — галактика типу RN (відзеркалююча туманність) у сузір'ї Либідь.
Цей об'єкт міститься в оригінальній редакції індексного каталогу.